# Acalypha abingdonii
Acalypha abingdonii är en törelväxtart som beskrevs av Ole Seberg. Acalypha abingdonii ingår i släktet akalyfor, och familjen törelväxter. Inga underarter finns listade i Catalogue of Life.